# Эльтман, Иосиф Симонович
Ио́сиф Си́монович Э́льтман (24 октября 1921, Одесса — 2001, Ашдод) — молдавский советский архитектор, искусствовед.

## Биография
Участник Великой Отечественной войны, был тяжело ранен и остался инвалидом.
В 1949 году окончил Одесский инженерно-строительный институт, после чего был направлен в Кишинёв. В 1949—1952 годах работал в институте Молдгипрострой, с 1952 года заместитель начальника, затем начальник отдела Молдгосстроя.
Руководил разработкой генеральных планов развития Каушан (1962), Леово (1963) и Дубоссар (1965), центра села Кицканы, проекта реконструкции села Романешты. Автор проектов памятников воинской славы и мемориальных комплексов в Унгенах, Глодянах, Пырлице и Кэушене, памятника жертвам фашизма в Сороках, памятного знака в честь олимпийского огня на берегу Прута в Леушенах (1980), проекта застройки общественно-торгового центра в Дубоссарах, стадиона «Динамо» в Кишинёве (с С. В. Васильевым, 1950—1955), административного здания Министерства транспорта и шоссейных дорог Молдавии (на ул. Котовского, 1952), плана реконструкции центра и проекта дома культуры села Чобручи (с В. П. Александровым, памятник архитектуры ПМР), проекта памятника Ленину в Унгенах (1969).
И. С. Эльтман написал ряд статей по современной архитектуре Молдавии, две монографии, очерки для «Советской энциклопедии» и «Истории искусств народов СССР». Лауреат премии Совета Министров СССР. С 1996 года жил в Израиле.

## Публикации
- Архитектура Молдавии. В кн.: Всеобщая история архитектуры (с В. П. Александровым и Р. Е. Курцом). Москва, 1963.
- Архитектура МССР 1945—1966. В кн.: Искусство Молдавии. Кишинёв: Картя молдовеняскэ, 1967.
- Градостроительство Молдавии (с Г. А. Педашем). Кишинёв: Картя молдовеняскэ, 1968.
- Архитектура Советской Молдавии (с А. В. Колотовкиным и Г. А. Педашем). Москва: Стройиздат, 1973.
- Архитектура Советской Молдавии (с А. В. Колотовкиным и С. М. Шойхетом). Москва: Стройиздат, 1987.
- Будь проклята война. В кн.: Память бессмертна. Кишинёв: Центральная типография, 2000.